# 施聚
施聚（1389年7月22日—1462年9月8日），先祖沙漠人（色目人），后居順天府通州马家庄。明朝军事将领。封懷柔伯。
父親施忠（番名“黑厮”）為金吾右衛指揮使，跟从明成祖北征陣亡，施聚嗣職。宣德年間，備禦遼東，累擢都指揮同知。因曹義舉薦，進都指揮使，屢次跟從曹義征讨兀良哈。也先逼近京師時，命施聚勤王，即日引兵西援。部下進牛酒，聚揮之曰：「天子安在？吾屬何心饗此！」之後退敵，還守遼東，升左都督。明英宗復辟后，封懷柔伯。天顺六年八月十五日（1462年）在辽东义州（今朝鲜新义州）去世，贈侯，謚号威靖。

## 墓志
怀柔伯施聚夫妇合葬墓及其孙施鉴墓位于北京朝阳区王四营乡，2005年9月28日由北京市文物研究所进行抢救性发掘。这两座墓葬虽然经过早期盗扰，再被施工严重破坏，仍然出土了玉带、金饰、银币等重要遗物，尤其是出土的三方墓志史料价值比较高。施聚墓志盖和志均为正方形，汉白玉质，厚13厘米，边长64厘米。志盖较为特殊，四刹的底部还残留有十二生肖纹饰，推测应为唐时旧物，系将古旧志盖顶部凿去后重新利用，凿痕明显。志、盖字面相对扣合，施铁箍两道。志盖正面题“特进荣禄大夫柱国怀柔伯施公墓志铭”4行16字，为篆体阴刻而成。墓志正面镌刻楷书35行，满行35字，共计800余字。 

## 家族
- 曾祖：波哩
- 祖：智原
- 父：黑厮（施忠）

### 子女
1. 施荣，袭封懷柔伯，子施鉴
2. 施俊
3. 施仁
4. 施伦
5. 施傅
6. 施杰
7. 施瑞
8. 施英
9. 施什

女儿：
1. 施妙香
2. 施兴全
3. 施氏